# کونیهیکو ایکوهارا
کونیهیکو ایکوهارا (انگلیسی: Kunihiko Ikuhara؛ زادهٔ ۲۱ دسامبر ۱۹۶۴) کارگردان فیلم، رمان‌نویس، پویانما، کارگردان فیلم، کارگردان پویانمایی، ترانه‌سرا، و مجری رادیو اهل ژاپن است. وی از سال ۱۹۸۶ میلادی تاکنون مشغول فعالیت بوده‌است.